# Teatro Chaminé
O Teatro Chaminé é um importante teatro brasileiro localizado em Manaus.
Foi construído para ser uma estação de tratamento de esgoto em 1910, porém jamais funcionou corretamente, vindo posteriormente a ter sua atual função.
O prédio possui a forma arquitetônica antiga preservada, devido a seu tombamento, possuindo como principal característica uma chaminé de 24 metros, daí porque é chamado Teatro Chaminé.   